# 大越
大越（だいえつ、ダイヴィエット、ベトナム語：Đại Việt / 大越）は、1054年 - 1400年および1428年- 1804年までのベトナムの正式な国号。なお1400年～1407年の胡朝は「Đại Ngu（大虞）」を称し、1427年までは明の支配下にあった。
それ以外の時期に関してもこの地域及び同地に存在した国家を指す場合がある。
1804年以後は「越南（えつなん／ベトナム）」という国号が使われるようになった。